# Districtul Ouadhia
Ouadhia este un district din provincia Tizi Ouzou, Algeria.